# Хитченс, Кристофер
Кри́стофер Э́рик Хи́тченс (англ. Christopher Eric Hitchens; 13 апреля 1949, Портсмут, Англия, Великобритания — 15 декабря 2011, Хьюстон, Техас, США) — американский журналист, публицист и писатель английского происхождения, колумнист Vanity Fair, Slate, The Atlantic, World Affairs, The Nation и Free Inquiry.
В 1991 году Кристофер Хитченс получил Лэннанскую литературную премию в области нехудожественной литературы, в 2005 году он занял пятое место в рейтинге 100 публичных интеллектуалов журналов Prospect и Foreign Policy, в 2009 году журнал Forbes включил Хитченса в число 25 самых влиятельных либералов США. Почётный член Национального секулярного общества. Брат Питера Хитченса.
К. Хитченс сформулировал гносеологический принцип, получивший его имя (бритва Хитченса), о том, что бремя доказательства лежит на авторе утверждения: «что можно утверждать без доказательств, то можно отвергнуть без доказательств».

## Биография
Родился в семье морского офицера. Мать Хитченса была еврейкой. Покончила с собой в Афинах в 1973 году.
Окончил Оксфордский университет. После переезда в США в 1981 году он начал писать для The Nation, где яростно критиковал Рональда Рейгана, Джорджа Буша и внешнюю политику США в Южной и Центральной Америке. В 1992 году он стал колумнистом в Vanity Fair.
В период своей ранней карьеры Хитченс являлся зарубежным корреспондентом на Кипре. Там он познакомился со своей первой женой, вместе с которой у него было двое детей, Александр и София.
В 1989 году он встретил свою вторую жену Кэрол Блю, с которой у них была общая дочь.

### Болезнь и смерть
В июне 2010 года Хитченс отложил тур в поддержку своей книги Hitch-22, чтобы пройти курс лечения от рака пищевода. О своей болезни он объявил в статье для Vanity Fair, которую он озаглавил Topic of Cancer. Хитченс отметил, что долгосрочный прогноз далёк от оптимистичного и что ему очень повезёт, если он проживёт ещё пять лет.
15 декабря 2011 года Кристофер Хитченс умер от пневмонии (осложнение рака пищевода) в Онкологическом центре Андерсона в Хьюстоне, Техас. В соответствии с его завещанием, его тело было пожертвовано на медицинские исследования.

## Взгляды
В числе тех, кто оказал влияние на Хитченса, — Джордж Оруэлл, Томас Джефферсон и Томас Пейн (последнему посвящена одна из книг Хитченса).

### Политические
В молодости Хитченс находился под влиянием левых идей и даже в последние годы характеризовал себя как марксиста.
В 1960-е он резко критиковал войну во Вьетнаме, в знак протеста против позиции поддержавшего войну Гарольда Вильсона покинул Лейбористскую партию (в которой состоял с 1965 по 1967 год), публиковался в журнале «Международный социализм», который издавала ультралевая группа «Международные социалисты» (существующая до сих пор под названием Социалистическая рабочая партия). Девизом этой организации, отказывавшейся признавать стра́ны соцлагеря в качестве рабочих государств, было «Ни Вашингтон, ни Москва, но международный социализм». Среди кумиров Хитченса был Че Гевара.
Со временем он порвал с левым движением и стал его критиком; одним из поворотных пунктов был 1989 год, когда аятолла Хомейни издал фетву, в которой приговорил Салмана Рушди к смертной казни. С тех пор Хитченс критиковал левых в числе прочего за их терпимость по отношению к радикальному исламизму.
Хитченс часто употреблял термин «исламофашизм» (или «фашизм с исламским лицом») и высказывался об исламских экстремистах следующим образом:
Исламистские радикалы не предлагают нам мира, и мы не должны предлагать мира им. Мы не сможем жить на одной планете. И я рад этому, потому что я не хочу этого. Я не хочу дышать одним воздухом с исламо-фашистами, как я не хочу дышать одним воздухом с психопатами, убийцами, палачами, насильниками и совратителями малолетних. Это наша обязанность — нанести им поражение. Но в то же время это ещё и удовольствие.
В 2006 году Хитченс охарактеризовал себя так: «Я больше не социалист, но я всё ещё марксист». По его мнению, современные социалисты не в состоянии предложить положительную альтернативу капитализму; Хитченс приветствовал глобализацию и интервенционистскую политику США. В то же время, по его мнению, марксистский анализ в состоянии объяснить многие проблемы современной капиталистической экономики, в том числе рецессию конца 2000-х.
Хитченс выступил на стороне Великобритании в Фолклендской войне. Также он поддержал американские операции в Югославии, Афганистане (до которой критиковал американское правительство за нерешительность в противостоянии исламизму) и Ираке.
На выборах 2000 года Хитченс поддержал кандидатуру Ральфа Нейдера, в 2004 занял нейтральную позицию между Джорджем Бушем и Джоном Керри, а в 2008 году его симпатии были на стороне Барака Обамы.
Хитченс критиковал сионизм; он признавал право на существование государства Израиль, но считал, что Израиль должен вывести еврейские поселения с палестинских территорий. При этом, по его мнению, «все политические фракции в США ведут себя отвратительно в этом вопросе, и отвратительней всех ведёт себя Демократическая партия. Эта партия полностью подконтрольна произраильскому лобби».
Хитченс был сторонником объединения Ирландии и установления республики в Великобритании.

### Религиозные
Был известен как светский гуманист, убеждённый атеист, антитеист и антиклерикал, а также критик исламизма. Критике религии посвящена одна из самых известных написанных им книг — «Бог — не любовь» (букв. «Бог не велик», англ. God is not Great, 2007; рус. пер. 2012).  Основным объектом критики Хитченса были, по его выражению, «три великих монотеизма» — авраамические религии (христианство, ислам и иудаизм). По мнению Хитченса, религия — одна из причин возникновения фашизма, сталинизма и северокорейского тоталитаризма.

### «Десять заповедей»
На основе критического разбора заповедей Моисея Хитченс предложил свой вариант морального кодекса:
1. Не осуждайте людей на основе их национальности или цвета их кожи.
2. Даже не помышляйте о том, чтобы владеть другими людьми как частной собственностью.
3. Презирайте тех, кто использует насилие или угрозы в сексуальных отношениях.
4. Стыдитесь и рыдайте, если вы посмели обидеть ребёнка.
5. Не осуждайте людей за их врождённые черты (для чего Бог создал столько гомосексуалов, если их участь — лишь мучения и исчезновение).
6. Помните, что вы тоже животное и поэтому зависите от окружающей природы. Думайте и поступайте соответственно.
7. Не надейтесь, что сможете избежать наказания, если для ограбления ближних вы используете не насилие, а обман.
8. Выключите свой проклятый мобильник (вы не представляете, как вы всем надоели своей болтовнёй).
9. Порицайте всех джихадистов и крестоносцев, потому что они все преступники-психопаты с отвратительными предрассудками и подавленной сексуальностью.
10. Откажитесь от любых верований, если они противоречат этому кодексу (иначе говоря: не стройте свою мораль на каменных скрижалях).

## Критика отдельных личностей
Хитченс известен также резкой критикой отдельных публичных персон, среди которых:
- Мел Гибсон
- Генри Киссинджер (в своей книге 2001 года «Процесс Генри Киссинджера» он обвинял его в военных преступлениях)
- Рональд Рейган
- Билл Клинтон
- Мать Тереза (которой он посвятил в 1995 году отдельную книгу The Missionary Position: Mother Teresa in Theory and Practice, обвиняя её организацию в зарабатывании денег и распространении радикальных религиозных взглядов; также подверг критике выступления матери Терезы против абортов)
- Далай-лама XIV
- Синди Шихан
- Боб Хоуп
- Майкл Мур
- Джордж Гэллоуэй (британский левый политик и критик войны в Ираке)

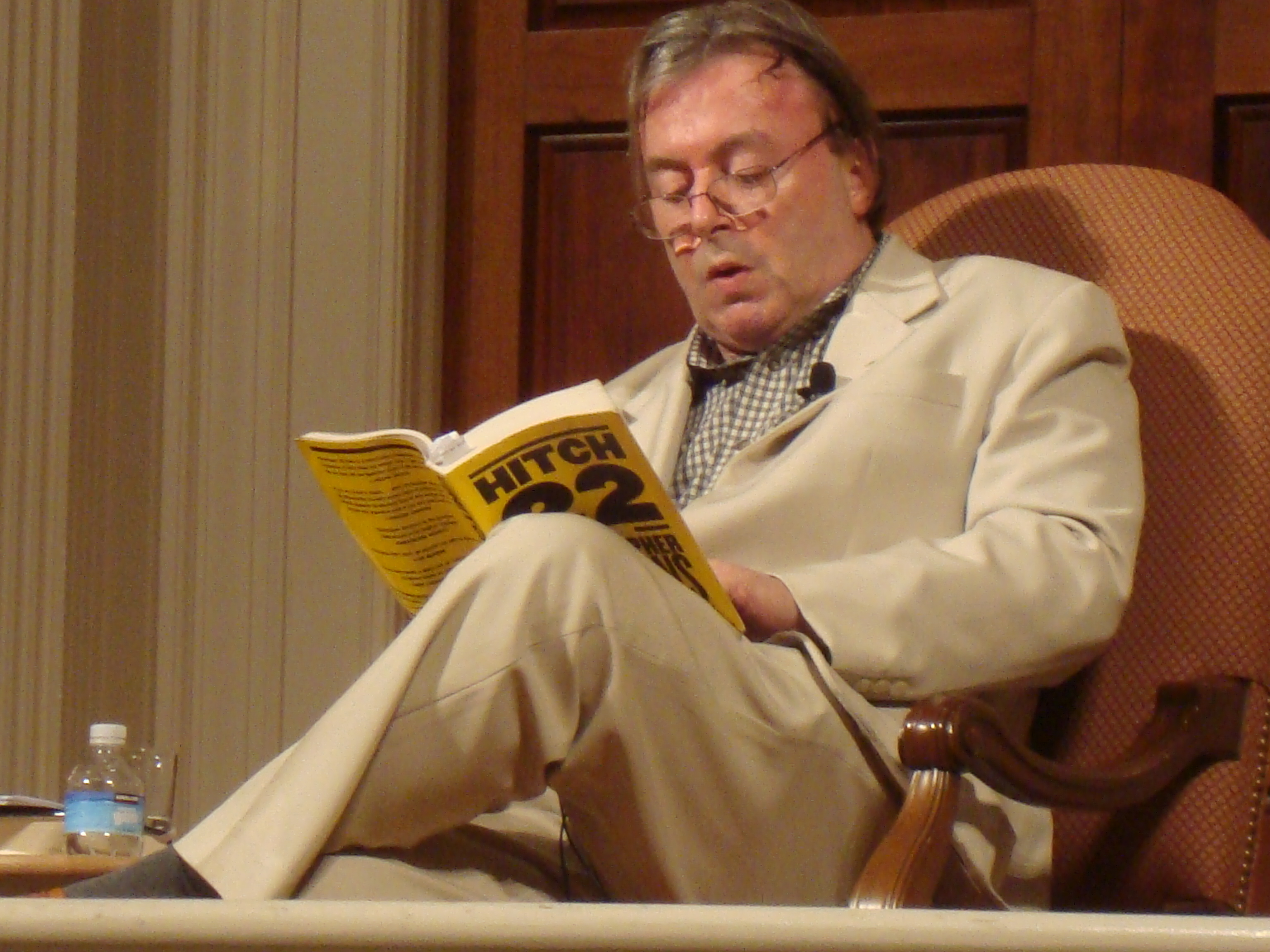
Кристофер Хитченс читает свою книгу Hitch-22

## Награды
- 1991 — Лэннанская литературная премия в области нехудожественной литературы[англ.]
- 2007 — National Magazine Award[англ.] (повторно в 2011 и 2012 году)
- 2011 — Премия Ричарда Докинза
- 2012 — Премия ПЕН/Диамонштейн-Шпильвогель за лучшее произведение искусства или эссе[англ.]
- 2012 — Особая Премия Оруэлла
- 2012 — Премия мира имени Леннона и Оно[англ.]

### В качестве единственного автора
- 2015 And Yet…: Essays, Simon & Schuster, ISBN 978-1-4767-7206-6
- 2012 Mortality, Twelve, ISBN 1-4555-0275-8 / ISBN 978-1-4555-0275-2. UK edition as Mortality, Atlantic Books, ISBN 1-84887-921-0 / ISBN 978-1-84887-921-8, на русском языке — «Последние 100 дней»
- 2011 Arguably: Essays by Christopher Hitchens ISBN 978-1-4555-0277-6
- 2010 Hitch-22 Some Confessions and Contradictions : A Memoir . Hachette Book Group. ISBN 978-0-446-54033-9(In Preparation, due for publication 2 June 2010)
- 2007 God Is Not Great: How Religion Poisons Everything. Twelve/Hachette Book Group USA/Warner Books, ISBN 0-446-57980-7 / В Великобритании опубликована под названием God Is Not Great: The Case Against Religion. Atlantic Books, ISBN 978-1-84354-586-6, на русском языке — «Бог — не любовь»)
- 2006 Thomas Paine’s «Rights of Man»: A Biography. Books That Shook the World/Atlantic Books, ISBN 1-84354-513-6
- 2005 Thomas Jefferson: Author of America. Eminent Lives/Atlas Books/HarperCollins Publishers, ISBN 0-06-059896-4
- 2004 Love, Poverty, and War: Journeys and Essays. Thunder’s Mouth, Nation Books, ISBN 1-56025-580-3
- 2003 A Long Short War: The Postponed Liberation of Iraq. Plume Books
- 2002 Why Orwell Matters, Basic Books (US) / В Великобритании вышла под названием Orwell’s Victory, Allen Lane/The Penguin Press.
- 2001 The Trial of Henry Kissinger. Verso.
- 2001 Letters to a Young Contrarian. Basic Books.
- 2000 Unacknowledged Legislation: Writers in the Public Sphere. Verso.
- 1999 No One Left to Lie To: The Triangulations of William Jefferson Clinton. Verso. Переиздано в 2000 году под названием No One Left to Lie To: The Values of the Worst Family.
- 1995 The Missionary Position: Mother Teresa in Theory and Practice. Verso.
- 1993 For the Sake of Argument: Essays and Minority Reports. Verso, ISBN 0-86091-435-6
- 1990 Blood, Class, and Nostalgia: Anglo-American Ironies. Farrar, Straus & Giroux. Reissued 2004, с новым предисловием под названием Blood, Class and Empire: The Enduring Anglo-American Relationship, Nation Books, ISBN 1-56025-592-7)
- 1990 The Monarchy: A Critique of Britain’s Favorite Fetish. Chatto & Windus, 1990.
- 1988 Prepared for the Worst: Selected Essays and Minority Reports. Hill and Wang (US) / Chatto and Windus (UK).
- 1987 Imperial Spoils: The Curious Case of the Elgin Marbles. Chatto and Windus (UK) / Hill and Wang (US, 1988) / 1997 издание Verso в Великобритании под названием The Elgin Marbles: Should They Be Returned to Greece?.
- 1984 Cyprus. Quartet. Пересмотренное издание под названием Hostage to History: Cyprus from the Ottomans to Kissinger, 1989 (Farrar, Straus & Giroux) и 1997 (Verso).

### В качестве редактора
- 2007 The Portable Atheist: Essential Readings for the Non-Believer. Perseus Publishing. ISBN 978-0-306-81608-6

### В качестве соавтора или соредактора
- 2008 Is Christianity Good for the World? — A Debate (с Дугласом Вильсоном). Canon Press, ISBN 1-59128-053-2.
- 2008 Christopher Hitchens and His Critics: Terror, Iraq and the Left (с Саймоном Котти и Томасом Кашменом). New York University Press.
- 2005 A Matter of Principle: Humanitarian Arguments for War in Iraq, редактор Томас Кашмен. University of California Press, ISBN 0-520-24555-5
- 2002 Left Hooks, Right Crosses: A Decade of Political Writing (соредактор с Кристофером Колдуэллом).
- 2000 Vanity Fair’s Hollywood, редакторы Грэйдон Картер и Дэвид Френд. Viking Studio.
- 2000 Safe Area Goražde, Fantagraphics.
- 1994 International Territory: The United Nations, 1945—1995 (с Адамом Бартосом). Verso.
- 1994 When Borders Bleed: The Struggle of the Kurds (с Эдом Кэши). Pantheon Books.
- 1988 Blaming the Victims: Spurious Scholarship and the Palestinian Question (соредактор с Эдвардом Сэйдом). Verso, ISBN 0-86091-887-4. Reissued, 2001.
- 1976 Callaghan, The Road to Number Ten (с Питером Келлнером). Cassell, ISBN 0-304-29768-2

### Статьи Хитченса в журналах
- Vanity Fair (англ.)
- The Atlantic Monthly (англ.)
- Build Up That Wall (англ.)
- Slate (англ.)